# Даламан (аэропорт)
Аэропорт Далама́н (тур. Dalaman Havalimanı; ИАТА: DLM, ИКАО: LTBS) — международный аэропорт на юго-западе Турции. Наряду с аэропортами Анталья и Бодрум является одним из трёх действующих аэропортов, обслуживающих этот регион. Расположен возле одноименного города в провинции Мугла.
Аэропорт обслуживает близлежащие средиземные курорты Турции, такие как Мармарис и Фетхие. Аэропорт принимает рейсы с порядка 120 направлений в Турции, Европе, Северной Африке и на Среднем Востоке.

## История
Строительство аэродрома началось в 1976 году, а открыт он был в 1981. В 1989 году он получил статус аэропорта. Площадь аэропорта составляет 615 гектар.
Терминал использовался для обслуживания внутренних рейсов и после строительства «Терминала 1» в 2006 году. Он ежедневно принимал рейсы из Анкары и обоих аэропортов Стамбула. Здание был разобрано в ходе строительства Терминала 2 в период с 2016 по 2018 годы.

## Инфраструктура
С 2018 года в состав аэропорта входят два терминала: "Терминал 1" и "Терминал 2". В ходе реконструкции аэропорта к 2018 году был построен не только новый "Терминал 2", но и новая электроподстанция, система солнечных панелей, парковка, эстакада и дороги.

### Терминал 1

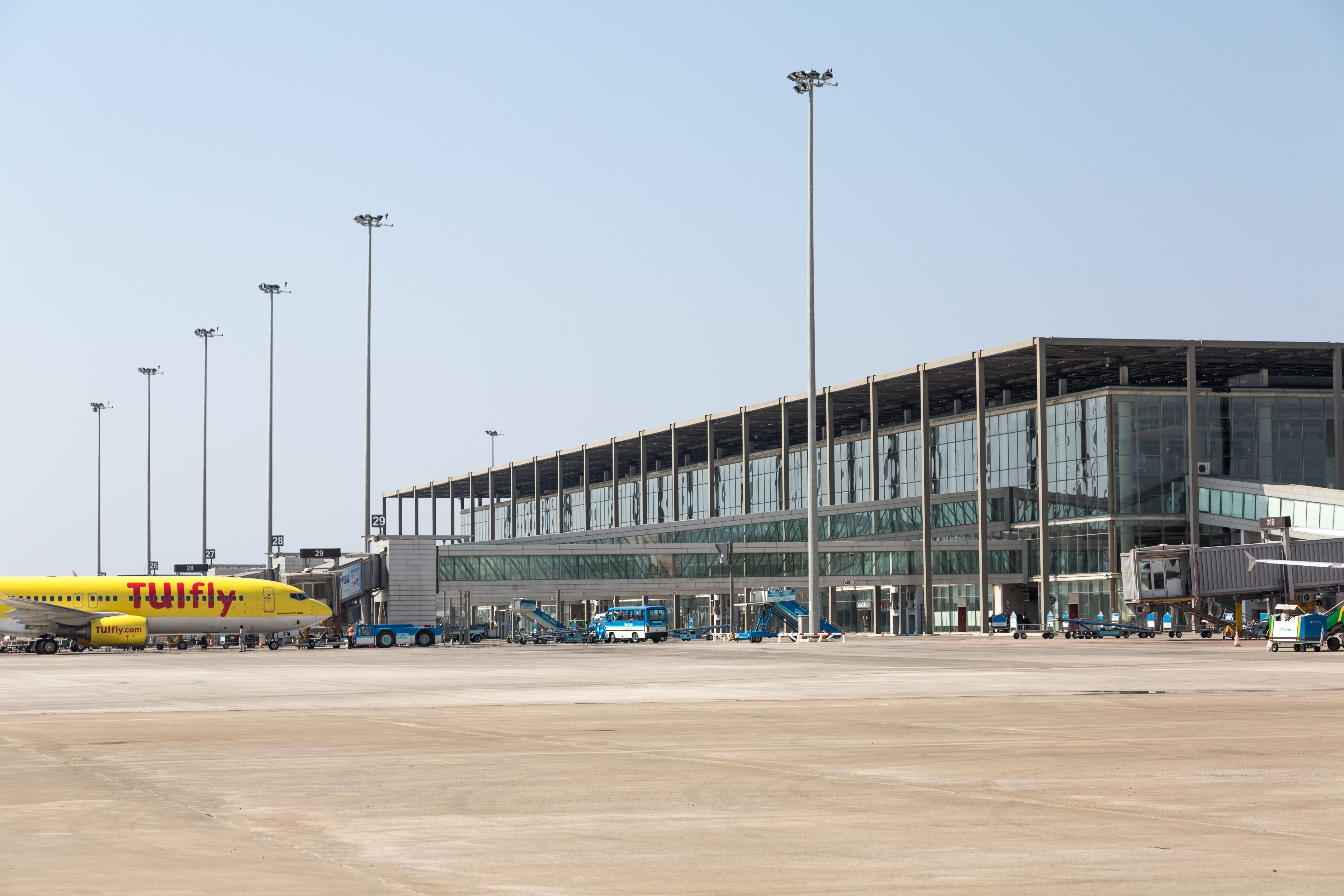
Терминал 1

Терминал был построен за 22 месяца компанией "YDA Group" и пущен в эксплуатацию в 2006 году. Дизайн терминала был разработан Emre Arolat и Bünyamin Derman, проект получил первый приз в 1999 году в номинации  "AR Awards for Emerging Architecture".  
Стоимость постройки нового международного терминала аэропорта Даламан составила приблизительно 150 миллионов долларов, сам терминал на момент постройки являлся третьим по величине терминалом в Турции. Он включает в себя 12 выходов на посадку, 8 из которых оборудованы телескопическими трапами. Перрон также был переделан, что позволило увеличить количество стоянок. Аэропорт способен обслужить до 35 рейсов одновременно. Общая площадь первого этажа терминала после реконструкции составляет 95,000 м², площадь прежнего терминала была менее 45,000 м². Пропускная способность терминала составляет 10 млн. человек в год или до 4000 человек в час через 60 стоек регистрации.
Регистрация пассажиров для вылета производится на двух верхних уровнях, а прибывших пассажиров на двух нижних уровнях.
Возле здания терминала расположена автомобильная парковка на 550 автомобилей.

### Терминал 2

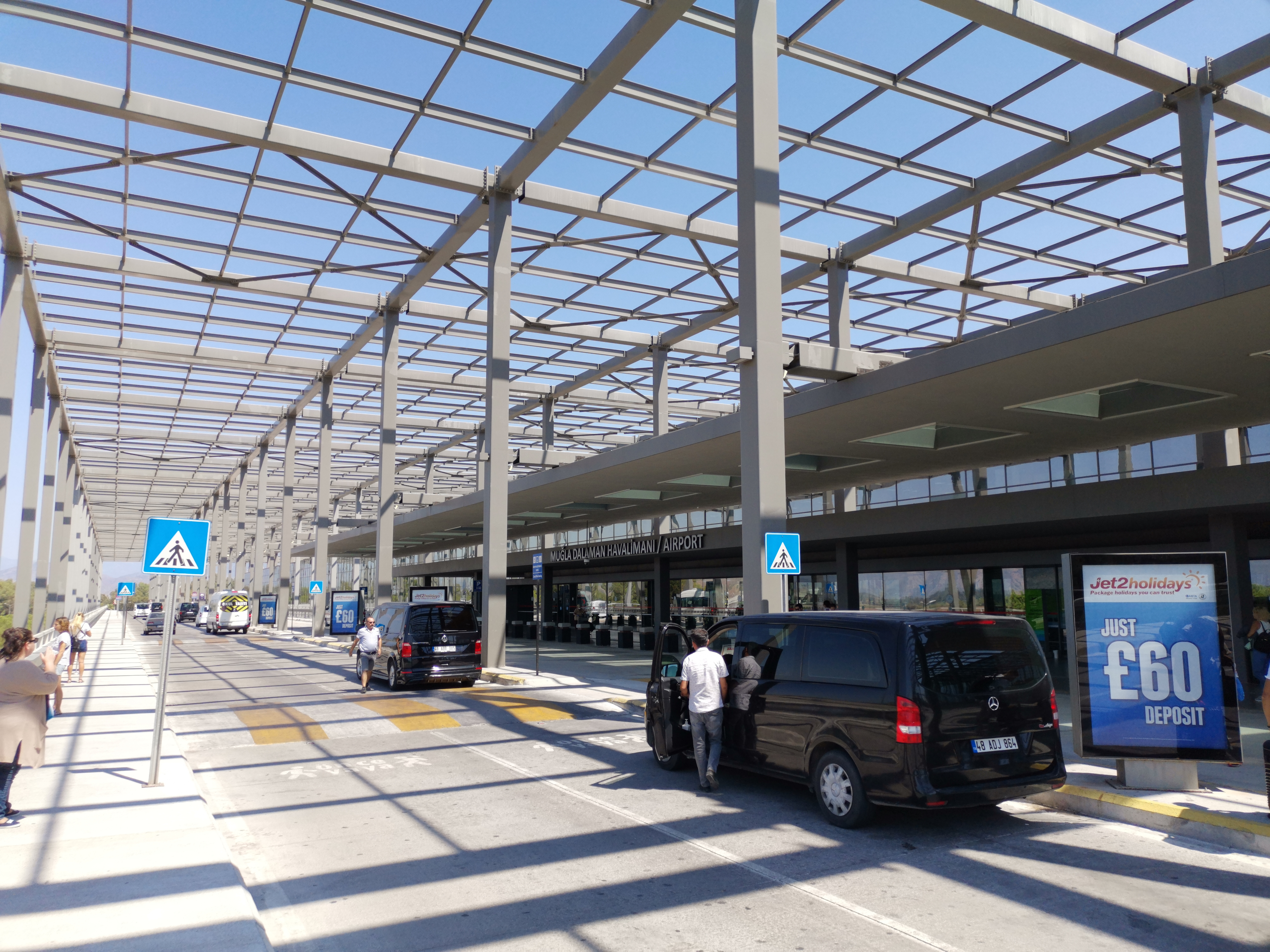
Терминал 2

Первый камень в строительство терминала заложен в 24 августа 2016 года, а пущен в эксплуатацию 5 июля 2018 года. В терминале 13 гейтов с 12 телетрапами. Площадь сооружения составляет 122 459 м². Пропускная способность терминала составляет до 5000 человек в час через 87 стоек регистрации. В год терминал может обслуживать до 15 млн. пассажиров.  
В ходе модернизации аэропорта количество стоянок для самолетов увеличилось до 57.

## Авиакомпании и направления

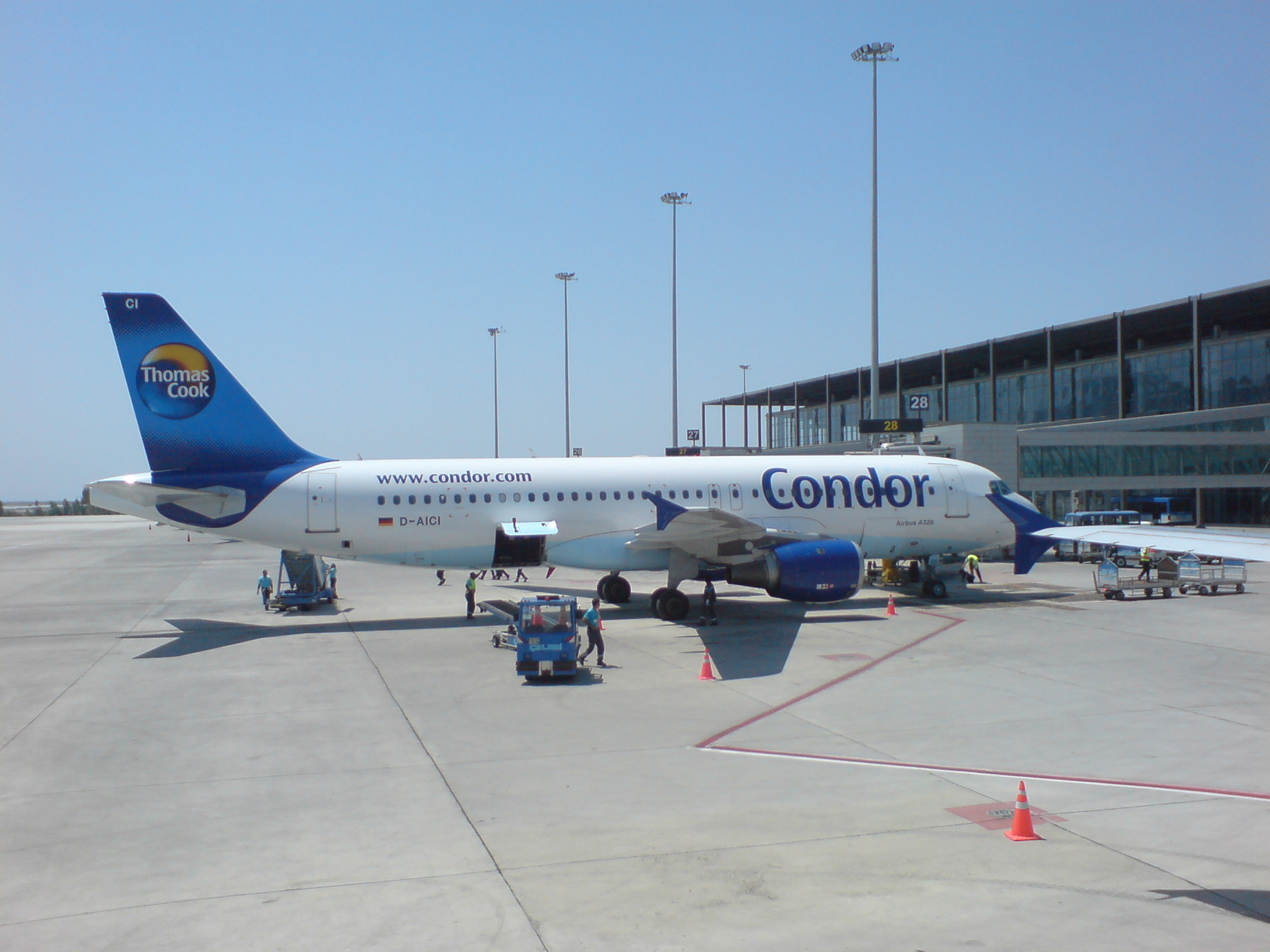
Airbus A320-200 Condor на стоянке у Терминала 1

По состоянию на июль 2016 года аэропорт Даламан обслуживает рейсы следующих авиакомпаний:

## Статистика
Данные из запроса в Викиданные.
| Год                                        | Внутренний, чел. | Изменение | Международный, чел. | Изменение | Всего     | Изменение |
| ------------------------------------------ | ---------------- | --------- | ------------------- | --------- | --------- | --------- |
| 2015                                       | 1,235,222        | ▲ 22%     | 3,141,879           | ▼ 5%      | 4,377,101 | ▲ 2%      |
| 2014                                       | 980,926          | ▲ 15%     | 3,295,748           | ▲ 3%      | 4,276,674 | ▲ 5%      |
| 2013                                       | 851,704          | ▲ 3%      | 3,203,926           | ▲ 7%      | 4,055,630 | ▲ 6%      |
| 2012                                       | 823,508          | ▲ 18,0%   | 2,986,507           | ▼ 2,0%    | 3,810,015 | ▲ 2,0%    |
| 2011                                       | 692,090          | ▲ 15,0%   | 3,040,851           | ▼ 5,0%    | 3,732,941 | ▼ 1,0%    |
| 2010                                       | 592,321          | ▲ 27,0%   | 3,192,119           | ▲ 11,0%   | 3,784,440 | ▲ 13,0%   |
| 2009                                       | 464,729          | ▲ 6.3%    | 2,883,267           | ▲ 4.0%    | 3,347,996 | ▲ 4.3%    |
| 2008                                       | 437,174          | ▲ 10.0%   | 2,771,494           | ▲ 11.0%   | 3,208,668 | ▲ 11.0%   |
| 2007                                       | 398,814          |           | 2,497,153           |           | 2,895,967 |           |
| Источник: Devlet Hava Meydanları İşletmesi |                  |           |                     |           |           |           |

## Транспортное сообщение
Автобусные пассажирские перевозки осуществляют компании HAVAŞ и MUTTAŞ. HAVAŞ (Хаваш) обеспечивает перевозку в города Мармарис и Фетхие. MUTTAŞ (Мутташ) перевозит пассажиров в направлениях городов Бодрум, Ментеше, Мармарис и Фетхие. Расписание автобусов зависит от времени прилета самолетов внутренних авиалинии Турции. 
В 2024 году стоимость проезда на автобусе Хаваш от аэропорта Даламан в Мармарис составляет 210 турецких лир (время в пути 90 минут), а от аэропорта Даламан в Фетхие равняется 120 турецким лирам (время в пути 60 минут) 
.  Есть возможность использования такси, но его стоимость в несколько раз превышает проезд в автобусе.

## Награды
Международный терминал ATM получил сертификат качества ISO 9001, сертификаты ISO 14001, TS 13001 HACCP и OHSAS 18001. Аэропорт также был отмечен за экологически безопасный дизайн, в особенности за естественное освещение главного зала.